# 45 هـ
45 هـ هي سنة في التقويم الهجري امتدت مقابلةً في التقويم الميلادي بين سنتي 665 و666.

## مواليد
- أبو عبيدة مسلم بن أبي كريمة

## وفيات
- الزبرقان بن بدر
- سلمة بن سلامة بن وقش
- عبد الرحمن بن أبي بكر
- عاصم بن خليفة الضبي
- زيد بن ثابت
- عاصم بن عدي
- المستورد بن شداد الفهري
- مسعود بن عون اللخمي
- نهشل بن حري